# نبردناو پروانس
نبردناو پروانس (به انگلیسی: French battleship Provence) یک کشتی فرانسوی بود که طول آن ۱۶۶ متر (۵۴۴ فوت ۷ اینچ) بود. این کشتی در سال ۱۹۱۳ ساخته شد.